# Instituto Geológico y Minero de España
El Instituto Geológico y Minero de España (IGME) de España es un organismo de investigación, integrado en el Consejo Superior de Investigaciones Científicas (CSIC) como un centro nacional. Su directora actual es Rosa María Mateos Ruiz.
Realiza labores científico-técnicas en el campo de las Ciencias de la Tierra y del Mar y se encarga de la gestión del Museo Geominero donde se muestran colecciones de minerales, rocas y fósiles que proceden de todas las regiones españolas, de sus antiguos territorios de ultramar y de diversas partes del mundo.

## Historia
Sus orígenes parten de la «Comisión para la Carta Geológica de Madrid y General del Reino», fundada por Isabel II de España en el año 1849.
Entre 1870 y 1910 pasó a denominarse «Comisión del Mapa Geológico de España» y desde 1910 recibió el nombre de «Instituto Geológico de España».
En 1926 se establece su sede definitiva en el edificio del n.º 23 de la  calle Ríos Rosas de Madrid. En 1927 recibió su actual denominación, destacando la minería entre sus objetivos principales. En 1977, tras la promulgación de la Ley de Fomento de la Minería, se convirtió en organismo autónomo.
En 1986 la ley de Fomento y Coordinación General de la Investigación Científica y Técnica le atribuyó el carácter de organismo público de investigación.
Durante unos años, entre 1988 y 2001, se denominó «Instituto Tecnológico Geominero de España» (ITGE).
En marzo de 2021 fue integrado en el Consejo Superior de Investigaciones Científicas (CSIC), dejando de ser un organismo independiente y convirtiéndose en un centro nacional.

## Funciones
De acuerdo con el Estatuto del Instituto Geológico y Minero de España sus funciones son las siguientes:
- El estudio, investigación, análisis y reconocimientos en el campo de las Ciencias y Tecnologías de la Tierra.
- La creación de infraestructura de conocimiento.
- La información, la asistencia técnico científica y el asesoramiento a las Administraciones públicas, agentes económicos y a la sociedad en general, en geología, hidrogeología, ciencias geoambientales, recursos geológicos y minerales.
- Las relaciones interdisciplinares con otras áreas del saber, contribuyendo al mejor conocimiento del territorio y de los procesos que lo configuran y modifican, al aprovechamiento sostenido de sus recursos y a la conservación del patrimonio geológico e hídrico.
- Elaborar y ejecutar los presupuestos de I+D y de desarrollo de infraestructuras de conocimiento en programas nacionales e internacionales, en el ámbito de sus competencias.

## Áreas de actuación
El Plan Estratégico del IGME contempla como líneas prioritarias de acción, las siguientes:
- Cartografía geocientífica
- Hidrogeología y calidad ambiental
- Recursos minerales e impacto ambiental de la minería
- Riesgos geológicos, procesos activos y cambio global
- Geología del subsuelo y almacenamiento geológico de CO2
- Geodiversidad, patrimonio geológico-minero y cultura científica
- Sistemas de información geocientífica

## Patrimonio geológico
El Instituto, en colaboración con la Sociedad Geológica de España, elabora la lista de Lugares de Interés Geológico de España, como aportación al proyecto Global Geosites (Lugares de interés geológico mundial), promovido por la Unión Internacional de Ciencias Geológicas, y que sirve de base para el «Inventario español de lugares de interés geológico»  La lista está formada por 3503 puntos agrupados en 20 contextos geológicos.

## Litoteca de sondeos

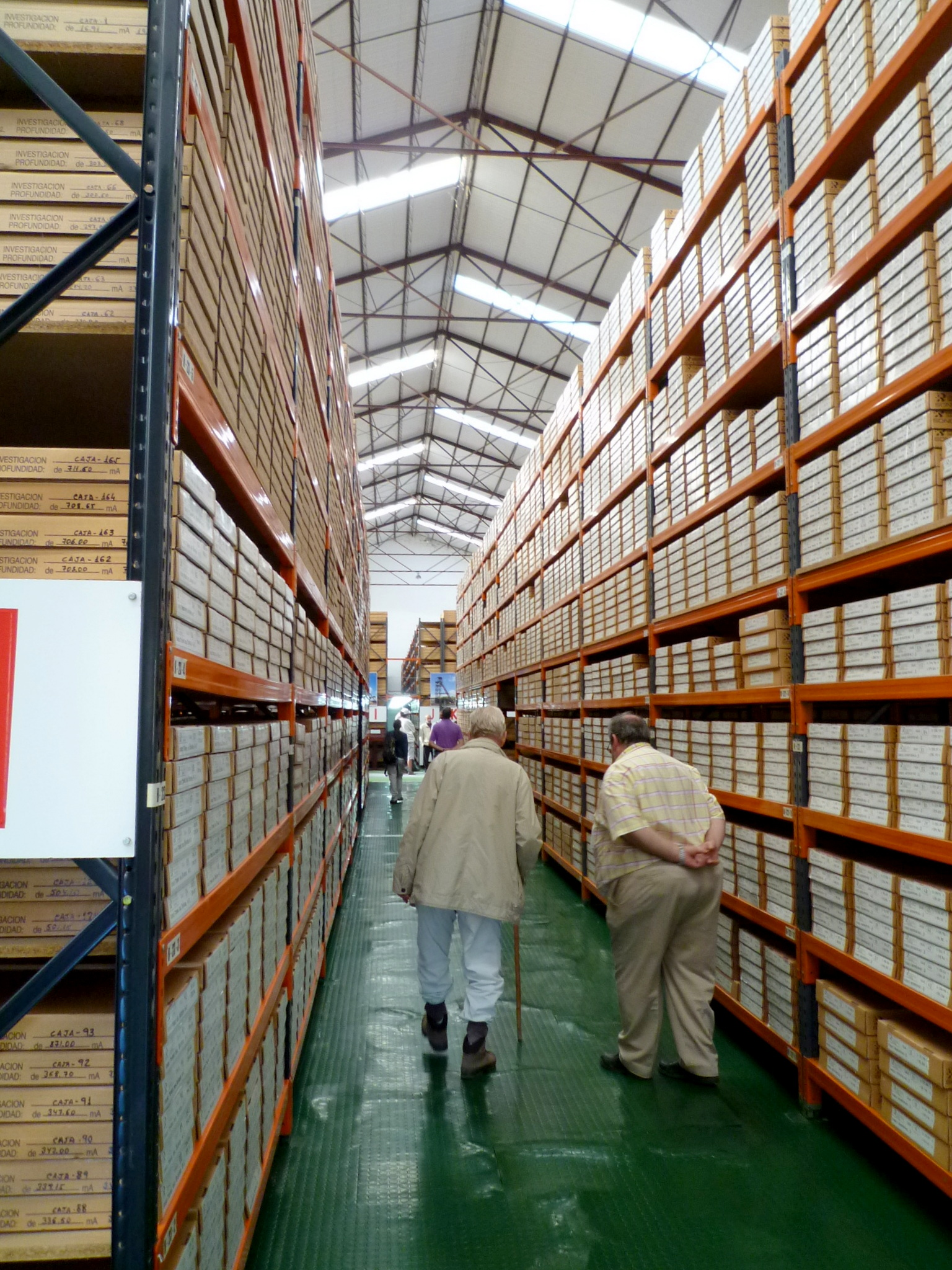
Litoteca del IGME en Peñarroya-Pueblonuevo (Córdoba).

Desde 1988, el IGME dispone de una litoteca de sondeos en Peñarroya-Pueblonuevo (Córdoba) que, a modo de centro documental, custodia, conserva, gestiona y pone a disposición pública los testigos, ripios y muestras de casi 12 000 sondeos de todas las comunidades españolas, con más de 207 000 m de testigos continuos y dos millones de ripios de sondeos de hidrogeología e hidrocarburos. Las muestras proceden de la propia actividad del Instituto o de cesiones de empresas, la mayoría de sondeos realizados para estudios hidrogeológicos y prospección de minerales metálicos. Custodia asimismo una colección de cerca de 40 000 láminas delgadas con muestras petrográficas.

## Publicaciones periódicas
- Boletín Geológico y Minero (1874-actualidad).[19] Revista dedicada a artículos científicos del ámbito de las ciencias de la Tierra, centrados principalmente en Europa e Iberoamérica.[20] La primera serie de la publicación entre  1874 y 1909 se denominó Boletín de la Comisión del Mapa Geológico de España y consta de 30 números,[21] más tarde, de 1910 a 1926, Boletín del Instituto Geológico de España, de 1927 a 1967 se denominó Boletín del Instituto Geológico y Minero de España  y desde el final de 1967 recibe su actual denominación.[22][23]
- Revista Española de Micropaleontología (1990-2013).[24] Dedicada a trabajos de micropaleontología. La revista había sido publicada anteriormente por la Empresa Nacional Adaro de Investigaciones Mineras, desde 1967 hasta que el Instituto se hace cargo de ella en 1990.
- Panorama minero (1981-2011).[25] Publicación anual con los datos económicos y de producción de las sustancias minerales en España. Desde 2002 es publicada en colaboración con la Dirección General de Política Energética y Minas.

## Oficinas de proyectos
El Instituto Geológico y Minero de España, cuenta con Oficinas que le prestan el apoyo técnico-científico, de coordinación y asistencia, de carácter eventual y vinculadas al desarrollo de proyectos en áreas determinadas en las localidades de
| Almería                          |
| Granada                          |
| Las Palmas de Gran Canaria       |
| León                             |
| Murcia                           |
| Oviedo                           |
| Palma de Mallorca                |
| Salamanca                        |
| Sevilla                          |
| Valencia                         |
| Zaragoza                         |
| Litoteca de Sondeos de Peñarroya |